# Tanjung Alam (Asam Jujuhan)
Tanjung Alam is een bestuurslaag in het regentschap Dharmasraya van de provincie West-Sumatra, Indonesië. Tanjung Alam telt 583 inwoners (volkstelling 2010).